# Wax
Wax fue una banda de pop rock estadounidense-británica de la década de 1980. La banda estaba compuesta por el estadounidense Andrew Gold (2 de agosto de 1951 - 3 de junio de 2011) y por el británico Graham Gouldman  (10 de mayo de 1946, Broughton, Lancashire). Sus principales éxitos comerciales fueron las canciones "Right Between the Eyes" y "Shadows of Love".

## Historia
La banda ha producido tres álbumes: Magnetic Heaven, American English y 100,000 In Fresh Notes entre 1986 y 1989. Andrew Gold y Graham Gouldman han continuado realizando proyectos, aunque no han obtenido un éxito reseñable.

### Sencillos
- "Ball And Chain" (1985)
- "Shadows Of Love"(1986)
- "Right Between The Eyes" (1986) U.S. #43, UK #60
- "In Some Other World" (1986)
- "Bridge To Your Heart" (1987) UK #12, U.S #43, GER #1, SWE #1
- "American English" (1987)
- "Anchors Aweigh" (1987)

### Álbumes
- Magnetic Heaven (1986)
- American English (1987) UK #59
- 100,000 In Fresh Notes (1988)